# Pseudomyrmex extinctus
Pseudomyrmex extinctus é uma espécie de formiga do género Pseudomyrmex, subfamilia Pseudomyrmecinae.

## História
Esta espécie foi descrita cientificamente por Carpenter em 1930.